# Odontoglossum constrictum
Odontoglossum constrictum (tên tiếng Anh: Constricted Odontoglossum) là một loài phong lan có ở Colombia tới miền bắc Venezuela.

## Hình ảnh

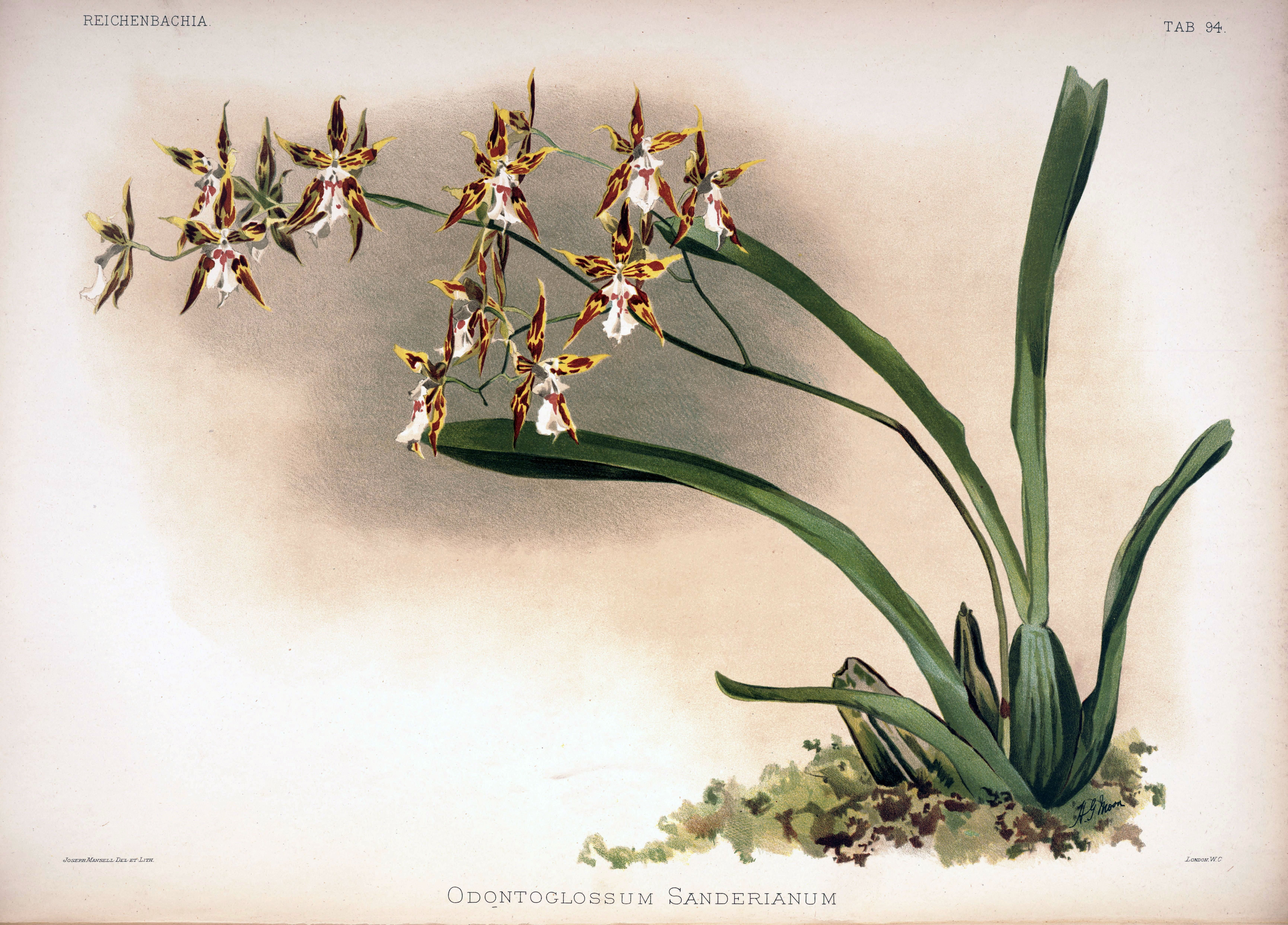
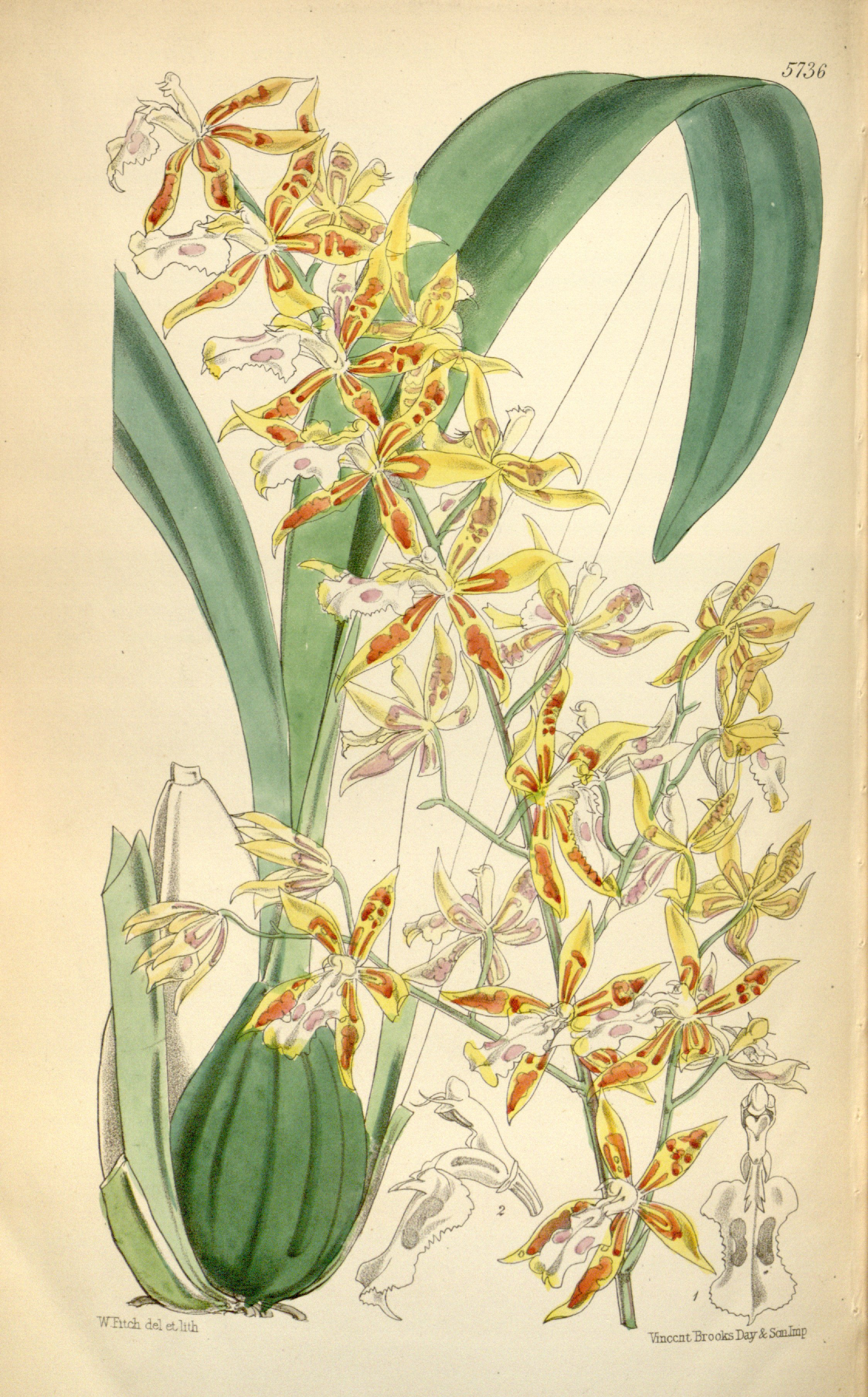